# 양자 중첩
양자 중첩은 양자역학의 기본 원리이다. 그것은 고전 물리학의 파동과 마찬가지로 두 개(또는 그 이상)의 양자 상태가 함께 더해질 수 있으며("중첩") 결과는 또 다른 유효한 양자 상태가 될 것이라고 한다. 양자 상태는 둘 이상의 다른 별개 상태의 합으로 표현될 수 있다. 수학적으로, 이는 슈뢰딩거 방정식의 해의 특성을 의미한다. 슈뢰딩거 방정식은 선형이므로 해의 모든 선형 조합도 해가 된다.
양자 시스템의 파동 특성의 물리적으로 관찰 가능한 표현의 예는 이중 슬릿 실험에서 전자 빔의 간섭 패턴이다. 패턴은 고전적 파동의 회절로 얻은 패턴과 매우 유사하다.
양자 중첩의 원리는 물리적 시스템이 입자 또는 장의 배열과 같은 많은 구성 중 하나일 수 있는 경우 가장 일반적인 상태는 이러한 모든 가능성의 조합이며, 여기서 각 구성의 양은 복소수로 지정된다.
예를 들어 0과 1로 레이블이 지정된 두 개의 구성이 있는 경우 가장 일반적인 상태는 다음과 같다.
{\displaystyle c_{0}{\mid }0\rangle +c_{1}{\mid }1\rangle }
여기서 계수는 각 구성에 들어가는 양을 보이는 복소수이다.
물리적 현상을 설명하는 방정식의 경우 중첩 원리는 선형 방정식에 대한 해의 조합이 그 해이기도 하다는 것이다. 이것이 사실일 때 방정식은 중첩 원리를 따른다고 한다. 따라서 상태 벡터 f1, f2 및 f3 가 각각 다음의 선형 방정식 을 풀면 ψ 이면 ψ = c1 f1 + c2 f2 + c3 f3 도 해가 되며 여기서 각 c 는 계수다. 슈뢰딩거 방정식은 선형이므로 양자역학은 이를 따른다.

## 같이 보기
- 슈뢰딩거의 고양이
- 중첩 원리
- 확률파동